# 奥利维亚 (明尼苏达州)
奧利維亞（英語：Olivia）是一個位於美國明尼蘇達州倫維爾縣的都市。根據2010年美國人口普查，該地共人口2484人，而該地的面積約為6.06平方千米。同時該地也是倫維爾縣的縣治。

## 地理
奧利維亞的座標為44°46′33″N 94°59′31″W / 44.77583°N 94.99194°W，而該地的平均海拔高度為330米（即1083英尺）。